# Richard P. Gabriel
Richard P. Gabriel (* 1949 in Merrimac (Massachusetts)) ist ein US-amerikanischer Informatiker, der für Entwicklungen der Lisp-Programmiersprache bekannt ist.
Gabriel war der Sohn von Milchfarmern und studierte Mathematik an der Northeastern University mit dem Bachelor-Abschluss 1972. Danach studierte er am MIT, wo er Mitglied des AI Labs unter Patrick Winston war. Ab 1975 war er an der Stanford University bei John McCarthy und wurde dort 1981 in Informatik promoviert (bei Terry Winograd). Er war danach am Lawrence Livermore National Laboratory und gründete 1984 eine eigene Firma, Lucid Inc., die bis 1994 bestand und eine integrierte Entwicklungsumgebung für Lisp für RISC-Architekturen von Sun Microsystems entwickelte und vermarktete. Da KI-Anwendungen jedoch damals weniger gefragt waren entwickelten sie eine Entwicklungsumgebung für C++, wozu sie auch die freie Software GNU Emacs von Richard Stallman weiterentwickelten, was (nach Dissenzen mit Stallman) zu XEmacs führte. 1994/95 war Gabriel Vizepräsident für Entwicklung bei ParcPlace Systems, bevor er Distinguished Engineer bei Sun Microsystems wurde (beteiligt unter anderem an der Open Source Software Strategy). Ab 2007 war er Distinguished Engineer bei IBM Research.
Gabriel ist einer der Entwickler von Common Lisp und entwickelte Mitte der 1980er Jahre Benchmarks für Lisp-Programme. In einem Aufsatz von 1991 propagierte er den Slogan Worse is better dafür, dass Funktionalität und Qualität bei Software nicht unbedingt Hand in Hand gehen (wobei er einen MIT-/Stanford-Stil der Programmierung einen New Jersey-Stil gegenüberstellt).
Er veröffentlichte auch Gedichte (Drive On, Hollyridge Press 2005).
2004 erhielt er den  ACM-AAAI Allen Newell Award. Er ist Fellow der Association for Computing Machinery.

## Schriften
- Performance and Evaluation of Lisp Systems, MIT Press 1985
- Patterns of Software: Tales from the Software Community, Oxford University Press 1998
- Writers Workshops and the Work of Making Things. Patterns, Poetry..., Addison-Wesley 2002
- Innovation Happens Elsewhere: Open Source as Business Strategy, Morgan Kaufmann 2005
- Lisp: Good News, Bad News, How to Win Big, 1991, Online